# Baiser volé (épisode des Simpson)
Pour les articles homonymes, voir Baiser volé  (homonymie).
Pour le film de François Truffaut, voir Baisers volés.
Baiser volé (France) ou Besame pas trop (Québec) (Stealing First Base) est le 15e épisode de la saison 21 de la série télévisée Les Simpson.

## Synopsis
Edna Krapabelle est absente donc les deux classes de CM2 font classe commune, Bart fait la connaissance de Nikki McKenna et tombe amoureux d'elle. Sa relation avec elle oscille entre l'amour et la haine. Et quand il décide de l'embrasser sans son consentement sur les conseils d'Abraham, la famille de Nikki menace de faire un procès à l'école et à la famille Simpson.
Pendant ce temps, Lisa devient plus populaire après avoir eu une mauvaise note. Mais dès que Mlle Hoover annonce qu'elle avait pris la mauvaise feuille, elle redevient impopulaire. Déprimée, Lisa confie sur un forum Internet son amertume d'être une enfant surdouée incomprise, lorsqu'une certaine FLOTUS1 l'encourage à ne pas baisser les bras. Celle-ci s'avère être la Première dame des États-Unis Michelle Obama (FLOTUS signifiant ici First Lady Of The United States), elle vient rendre visite à Lisa et lui redonne confiance en elle.
Au cours de l'épisode, Nelson Muntz se lie d'amitié avec un élève aveugle et lui montre comment se moquer des autres.